# Alsodes tumultuosus
Az Alsodes tumultuosus a kétéltűek (Amphibia) osztályának békák (Anura) rendjébe és az Alsodidae családba tartozó faj.

## Előfordulása
Az Alsodes tumultuosus Chile endemikus faja, az ország közepén Farellones faluban honos 2300–3000 m tengerszint feletti magasságban. A fajt élőhelyének elvesztése fenyegeti.

## Természetvédelmi státusza
Az Alsodes tumultuosus fajra a legnagyobb fenyegetést a turizmus és a turizmussal kapcsolatos fejlesztések jelentik, mivel jelenleg ismert egyetlen előfordulási helye egy síelésre alkalmas üdülőhely.